# Список приложений GNOME
Это список приложений, которые разработаны для использования в среде GNOME

## Официальные приложения
- Aisleriot — коллекция пасьянсов.
- Alacarte — редактор меню
- Attaxx — игра[1]
- Baobab — анализ использования жёстких дисков
- Cheese — программа для работы с веб-камерой в стиле фотобудки
- Dasher — средство предикативного ввода текста
- DeskbarApplet
- Ekiga — телефония, видео конференции и VoIP
- Epiphany — браузер
- Evince — просмотр документов
- Evolution — почтовый клиент, органайзер
- Eye of GNOME — просмотр изображений
- File Roller — архиватор
- GCalctool — калькулятор
- GDM — менеджер дисплея для GNOME
- GNOME Files — файловый менеджер
- GNOME Games — набор игр
- GNOME Keyring — менеджер паролей
- GNOME Videos — медиапроигрыватель
- Gconf-editor — редактор конфигураций
- Gedit — текстовый редактор
- Gnet — a networking API built atop GTK's GLib library
- Gnome Print Manager — менеджер печати
- Gnome Terminal — эмулятор терминала
- Gnome-cd — Проигрывание Аудио-CD
- Gnome-control-center — центр управления
- Gnome-dictionary — словарь
- Gnome-mag — Desktop magnifier
- Gnome-nettool — диагностика сети
- Gnome-panel — панель GNOME
- Gnome-screensaver — хранитель и блокировщик экрана
- Gnome-screenshot — программа для создания скриншотов
- Gnome-search-tool — инструменты поиска
- Gnome-system-monitor — системный монитор
- Gnome-system-tools — средства администрирования системы
- Gnome-utils — различные утилиты
- Gnome-volume-manager
- Gok — экранная клавиатура
- Grecord — запись звука
- Таблица символов GNOME — таблица символов Юникода
- Logview — просмотр системных журналов
- Seahorse — менеджер GPG-ключей
- Sound Juicer — CD риппинг
- Tomboy — редактор заметок
- Tsclient — удаленное администрирование
- Vino — VNC — сервер
- Yelp — просмотр справки
- Zenity — Show GUI dialogs from scripts

### Официальный набор приложений разработчика GNOME
GNOME Developer Suite состоит из:
- Anjuta — IDE[2]
- Devhelp — просмотр документации
- Glade — быстрое редактирование графических интерфейсов

### Официальный набор средств администрирования
GNOME Administration Suite состоит из:
- Pessulus — редактор блокировок возможностей пользовательского интерфейса
- Sabayon — редактор профилей пользователей

## Другие приложения
Далее представлены приложения, которые разработаны с использованием библиотек GNOME.

### Графика
- F-Spot — менеджер фотографий
- gThumb — просмотр изображений
- GIMP — графический редактор
- Inkscape — векторный графический редактор

### Другие
- Beagle — локальный поисковик
- Bluefish — текстовый редактор программиста
- GCstar — менеджер коллекций
- Meld — сравнение текстовых файлов и содержимого каталогов.
- Scribes — текстовый редактор
- Tracker — локальный поисковик
- LAVClock — часы в панель задач (только для Windows)

### Интернет
- Balsa — почтовый клиент
- Banter — real time collaboration client focused on the big three: text, voice and video
- Deluge — клиент BitTorrent
- Drivel — клиентблогов.
- Empathy — мультипротокольный клиент мгновенных сообщений.
- Gabber — мгновенные сообщения
- Gajim — мгновенные сообщения
- gFTP — клиент FTP
- Gossip — клиент Jabber
- Gwibber — клиент микроблогов
- Pan — клиент Usenet
- Pidgin — мгновенные сообщения
- Liferea — аггрегатор RSS
- Gwget — менеджер закачек
- XChat — клиент IRC

### Мультимедиа
- EasyTAG — редактор тегов ID3.

Диски
- Brasero — запись CD и DVD
- Coaster — приложение для записи CD
- GnomeBaker — запись CD и DVD
- Graveman — запись CD
- Grip — CD риппинг
- Serpentine — запись Audio CD

Музыкальные проигрыватели
- Banshee
- Gnomoradio
- Listen
- Muine
- Rhythmbox
- Exaile

Видео
- CeeMedia — каталог видео
- Diva — редактор видео
- K3B — запись CD и DVD

### Офис
- AbiWord — текстовый процессор
- Dia — создание диаграмм
- GnuCash — финансовый менеджер
- Gnumeric — редактор таблиц
- GNOME-DB — менеджер баз данных
- LibreOffice — редактор таблиц, текстовый процессор, редактор презентаций

### Программирование
- Conglomerate — Редактор XML
- GSQL — среда разработки баз данных
- Mono — среда разработки
- OpenLDev — среда разработки
- Scaffold — среда разработки

### Системные утилиты
- GNOME Commander — двухпанельный файловый менеджер
- GParted — разбиение дисков
- Guake — выпадающий эмулятор терминала